# Ligne des Angles à Lattes (LGV)
Cet article court présente un sujet plus développé dans : LGV Méditerranée et Contournement ferroviaire de Nîmes et de Montpellier.
Cette ligne de 86 kilomètres, anciennement appelée la ligne des Angles à Saint-Brès (LGV), constitue la ligne no 834 000 du réseau ferré national. Elle est constituée de deux sections :
- la première s'étend de la bifurcation d'Avignon-Nord à la bifurcation de Manduel. Elle a été construite dans le cadre du chantier de la LGV Méditerranée (voir schéma), en l'occurrence celui de la section entre la bifurcation de Saint-Marcel et Saint-Louis-les Aygalades de la ligne de Combs-la-Ville à Saint-Louis (LGV). Elle est accessible uniquement aux trains à grande vitesse ;
- la seconde, entre Manduel et Lattes, a été réalisée dans le cadre du projet de contournement ferroviaire de Nîmes et de Montpellier (voir schéma). Elle est accessible aussi bien aux TGV qu'au fret ; il s'agit donc d'une ligne « mixte ».